# Чемпіонат світу з трекових велоперегонів 1925
Чемпіонат світу з трекових велоперегонів 1925 проходив з 16 по 23 серпня 1925 року в Амстердамі, Нідерланди. Змагання проводилися у спринті та гонці за лідером серед професіоналів та у спринті серед аматорів. 

## Медалісти

### Чоловіки
Професіонали
| Дисципліна       | Золото         | Срібло     | Бронза       |
| Спринт           | Ернст Кауфманн | Моріс Шіль | Люсьен Мішар |
| Гонка за лідером | Робер Ґрассін  | Ян Снук    | Жорж Серес   |

Аматори
| Дисципліна | Золото   | Срібло          | Бронза       |
| Спринт     | Яп Мейєр | Антуан Мазейрак | Бернард Лене |

## Загальний медальний залік
| Місце  | Країна     | Золото | Срібло | Бронза | Загалом |
| ------ | ---------- | ------ | ------ | ------ | ------- |
| 1      | Нідерланди | 1      | 2      | 1      | 4       |
| 2      | Франція    | 1      | 1      | 2      | 4       |
| 3      | Швейцарія  | 1      |        |        | 1       |
| Всього | Всього     | 3      | 3      | 3      | 9       |